# انیبال د گاسپاری

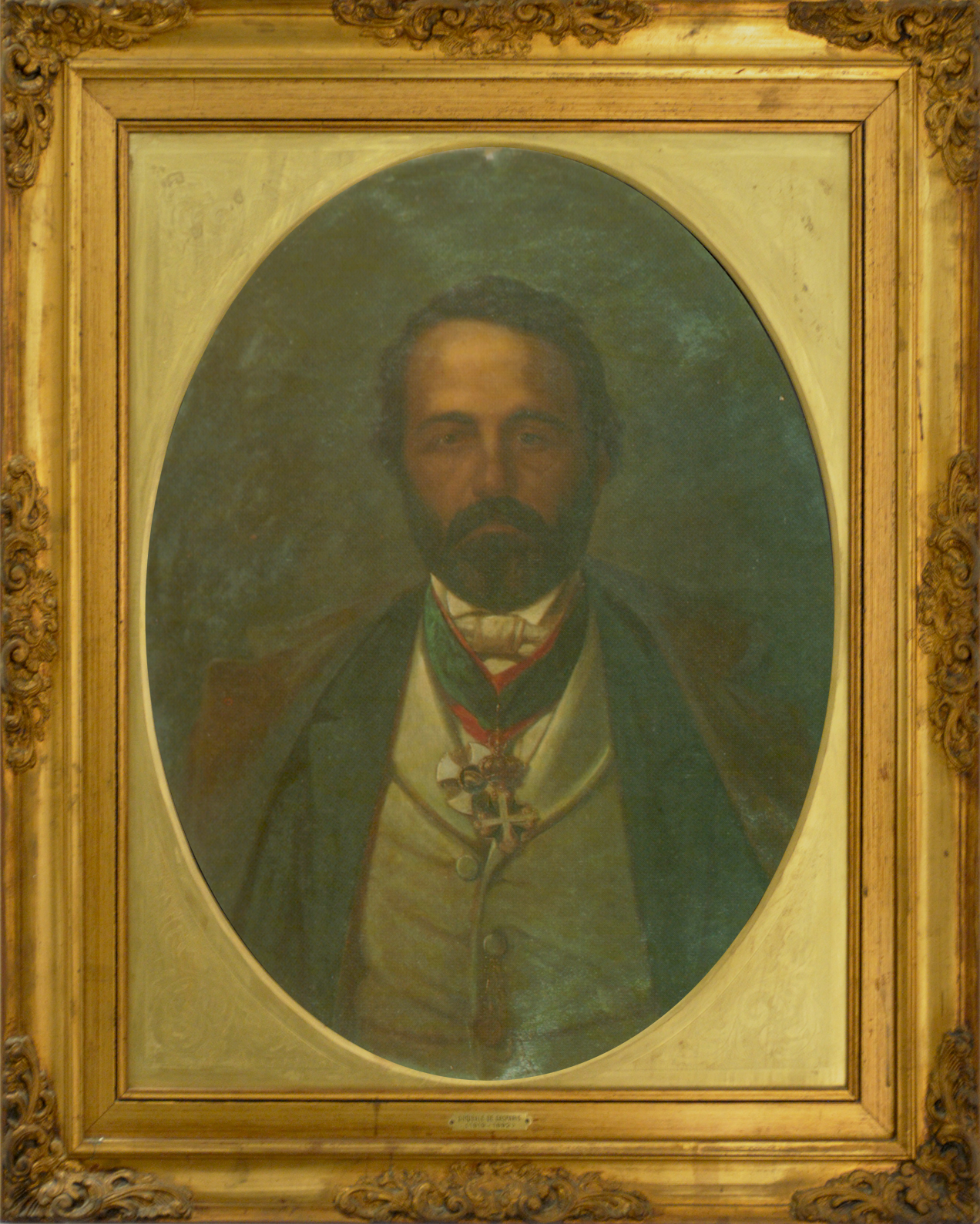
انیبال د گاسپاری

انیبال د گاسپاری (به ایتالیایی: Annibale De Gasparis)؛ (۹ نوامبر ۱۸۱۹ بونیارا، تا ۲۱ مارس ۱۸۹۲ ناپل)،
ستاره‌شناس ایتالیایی است. او در خانواده‌ای که در اصل از اهالی توکو دا کاساوریا بودند به دنیا آمد.
از ۱۸۶۴ تا ۱۸۸۹ انیبال گاسپاری مدیر رصدخانه اخترشناسی کاپودی‌مانته در ناپل بود نام او گاهی به صورت انیبال د گاسپاریس" از جمله توسط خود او هم نوشته شده‌است.
او برندهٔ مدال طلای انجمن سلطنتی اخترشناسان بریتانیا
در سال ۱۸۵۱ و نیز برندهٔ جایزهٔ لالاند از سال ۱۸۴۹ تا ۱۸۵۳ را کسب کرد.
سیارک کمربند اصلی: ۴۲۷۹ دو گسپریس و همچنین دهانهٔ ۳۰ کیلومتری دهانهٔ د گاسپاریس در ماه و در نزدیکی آن؛ شکستگی طولانی ۹۳ کیلومتری (ریما Rimae) ریما د گاسپاریس؛ به افتخار او به نامش، نامگذاری شده‌اند.